# Gijs Naber

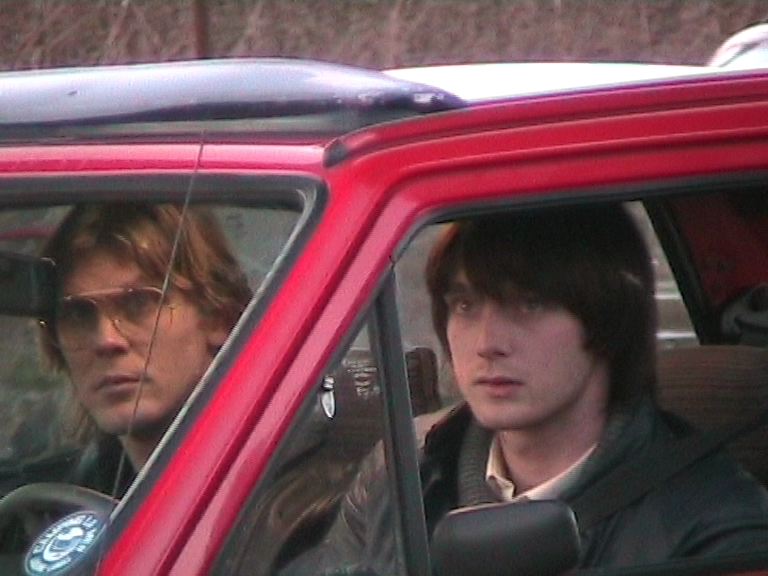
Gijs Naber durante as gravações de De Heineken Ontvoering em 2011

Gijs Naber (Vinkeveen , 9 de agosto de 1980) é um ator neerlandês. Aos dezessete anos estrelou seu primeiro filme, De ziener (1998). Em 2014, ganhou o Bezerro de Ouro de Melhor Ator por seu papel em Aanmodderfakker.

## Biografia
Naber viveu em Vinkeveen durante sua juventude. Depois de terminar o ensino médio em Uithoorn, estudou na Maastricht Theatre Academy. Ele mantém um relacionamento com Thekla Reuten desde 2012. O casal deu à luz um filho em agosto de 2015. Em outubro de 2018, foi anunciado o nascimento do segundo filho.[carece de fontes?]

## Filmografia
| Ano  | Título                               | Papel            | Nota(s)     |
| ---- | ------------------------------------ | ---------------- | ----------- |
| 2009 | The Last Days of Emma Blank          | Meier            |             |
| 2010 | Loft                                 | Robert Hartman   |             |
| 2011 | The Heineken Kidnapping              | Cor              |             |
| 2014 | Aanmodderfakker                      | Thijs            |             |
| 2015 | Homies                               | Felix            |             |
| 2015 | Jack bestelt een broertje            | Willy            |             |
| 2017 | Het Verlangen                        | Marc Goudemondt  |             |
| 2017 | Tulipani, Love, Honour and a Bicycle | Gauke            |             |
| 2017 | Oh Baby                              | Ruben            |             |
| 2018 | Redbad                               | Redbad           |             |
| 2018 | My Foolish Heart                     | Detetive Lucas   |             |
| 2019 | Judas                                | Willem Holleeder | 6 episódios |
| 2021 | The Story of My Wife                 | Jakob Störr      |             |
| 2022 | Met Mes                              |                  |             |